# Тамбу-Ламбу (фильм)
«Та́мбу-Ла́мбу» — советский короткометражный чёрно-белый художественный фильм по мотивам рассказа Галины Карпенко о приключениях ребят, разыскивающих владельца утерянной записной книжки. Создан в 1957 году на киностудии «Ленфильм» по заказу Центральной студии телевидения СССР.
Дипломная работа студентов ВГИКа операторов Валентина Железнякова и Олега Лучинина, художника Леонида Платова, дебют в кино юного актёра Виктора Перевалова и режиссёрский дебют в игровом кино Владимира Бычкова.  

## Сюжет
Действие происходит в Ленинграде. Два друга, Митька и Вовка приходят в свой класс, который готовится к празднованию Нового года, с таинственной телеграммой и рассказывают, как случайно разбив оконное стекло и спрятавшись от дворника за телефонной будкой, слышат разговор бородатого человека по телефону, а потом находят выроненную им записную книжку и бумажную купюру. Решив сперва на найденные деньги купить билеты в цирк, друзья замечают, что в записной книжке есть карты Севера с указанием воздушных и морских путей. Они решают отказаться от цирка и разыскать человека, потерявшего книжку. Поскольку с человеком была большая бело-рыжая собака колли, они начинают искать в округе всех людей с такой собакой, и наконец находят квартиру такого человека. Оказывается, однако, что он уже ушёл в больницу навестить свою дочь. Митька отправляется больницу, а Вовка остаётся, чтобы сдать в утиль металлолом, который ребятам неожиданно предложили и из которого в будущем построят корабли и самолёты. В этом ему помогает пионерский отряд, от которого Вовка узнаёт, что в шесть часов вечера из морского порта уйдёт корабль северной экспедиции. При этом в шесть часов Вовка с Митькой договорились встретиться у Казанского собора.
Вовка оставляет на колоннаде и плитах собора надписи мелом для Митьки, а сам отправляется в порт. Там он находит капитана Иванова, начальника экспедиции, и рассказывает ему о находке. Капитан рад, что его книжка не пропала, потому что в ней он строил маршруты экспедиции. Однако книжка у Митьки, который не успевает приехать. Капитан передаёт Митьке привет по радио после интервью, которое у него берут в прямом эфире. Митька узнаёт, что с аэродрома скоро полетит самолёт на север, который сделает посадку на Губе Белужья, куда потом придёт корабль Иванова. На цирковом фургоне Митька успевает добраться до аэродрома и передать пилоту книжку для Иванова.
Митька и Вовка читают для класса телеграмму от «Тамбу-Ламбы» (как они называли капитана Иванова, пока не нашли его), в которой он благодарит ребят, передавших его записную книжку.

## В ролях
- Александр Трусов — Митька
- Виктор Перевалов — Вовка
- Аркадий Трусов — матрос
- Константин Адашевский — кассир цирка
- Людмила Макарова — врач (нет в титрах)

## Съёмочная группа
- Автор сценария — Владимир Бычков, Юзеф Принцев
- Режиссёр — Владимир Бычков
- Операторы — Валентин Железняков, Олег Лучинин
- Художник — Леонид Платов
- Композитор — Александр Маневич
- Звукооператор — Николай Косарев
- Директор — В. Яковлев

## Съёмки
По воспоминаниям Железнякова, сцену в колоннаде Казанского собора снимали 4 октября 1957 года в день запуска первого спутника СССР. Много лет спустя, когда Железняков оказался у того же места, он обнаружил, что на камне сохранились следы от надписей, сделанных во время съёмок.

## Награды
По некоторым источникам фильм завоевал приз «Серебряный лев» на Венецианском кинофестивале. В действительности фильм получил приз на 11-м Фестивале детского кино, проходившем в рамках 20-го Венецианского кинофестиваля: это был специальный диплом за лучший детский фильм в категории от 8 до 12 лет.

## Отзывы
Помните ли вы весёлых и трогательных мальчишек, придумавших игру, которая называлась очень весело и таинственно «Тамбу-Ламбу»?
Много лет назад молодой кинорежиссёр В. Бычков сделал об этом фильм, покоривший сердца юных зрителей. — Н. Железнякова